# Johann Wolthus von Herse
Johann Wolthus von Herse, anche Wolthuss o Waldhaus von Heerse (... – 1473), fu Gran Maestro dell'Ordine di Livonia, in carica nel 1470 e nel 1471.

## Biografia
Durante il governo di von Herse come Landmeister di Livonia, fu costruito il castello di Tolsburg nel nord dell'Estonia.

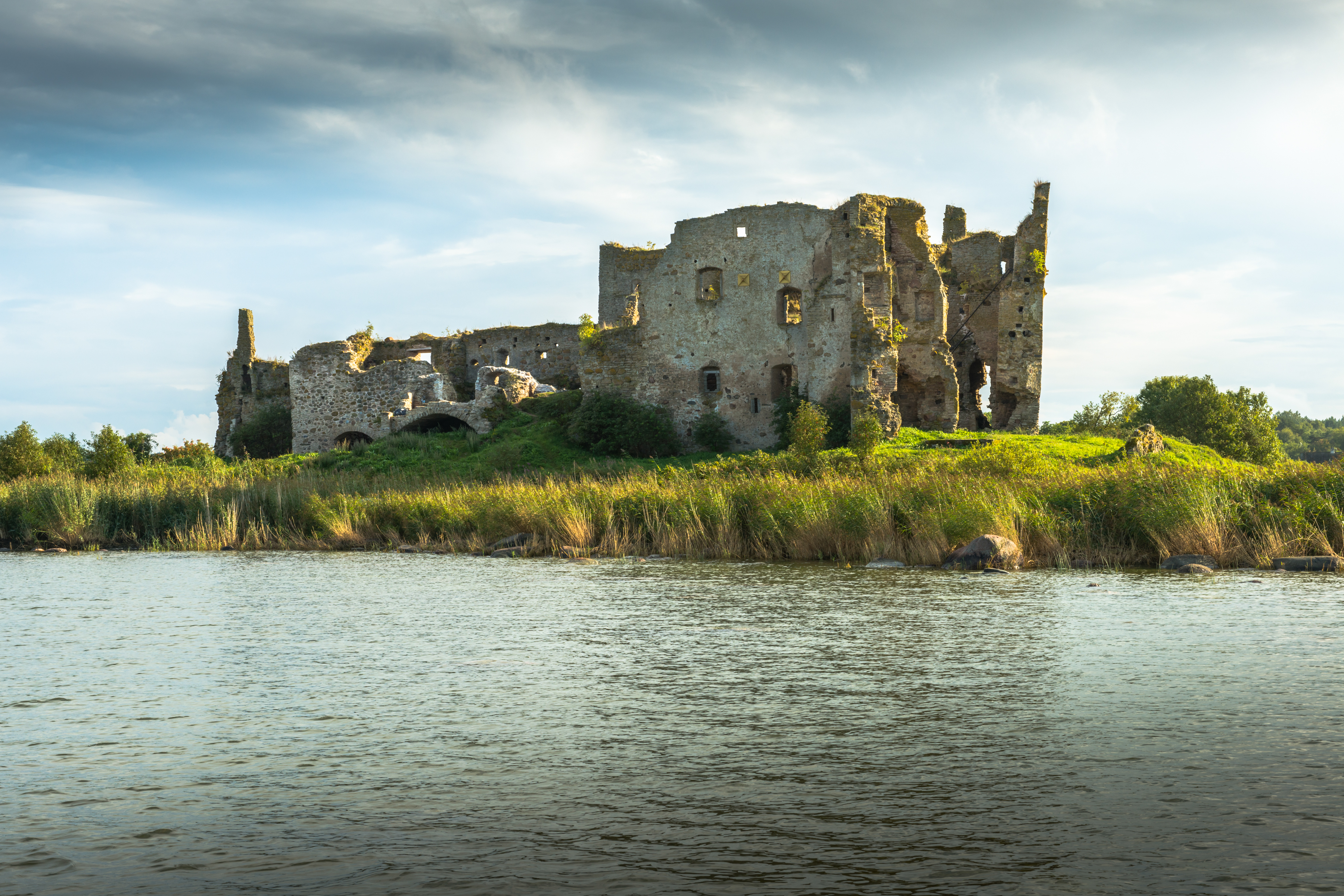
Rovine del castello di Tolsburg

Johann Wolthus von Herse tentò di riformare l'Ordine di Livonia, in modo da poter affrontare al meglio una nuova minaccia militare, memorie soprattutto delle schermaglie in cui si imbatté il predecessore contro il Granducato di Mosca; per raggiungere tale scopo, propose la costituzione di un'alleanza tra la Livonia e la Repubblica di Novgorod, diretta contro Mosca. Le diatribe su questa scelta strategica di ripercossero all'interno dell'Ordine in maniera assai acuta.
Dal settembre 1471, cercò di allestire un esercito per una guerra contro la Lituania, a causa delle controversie nate nel frattempo sui confini a sud (Aukštaitija e Sudovia).
Poco tempo dopo, Johann Wolthus von Herse fu rovesciato da un gruppo di opposizione guidato da Bernhard von der Borch. Il fatto che il ruolo di Landmeister fosse così conteso anche a livello politico, fu il risultato di quanto continuava a ripercuotersi dopo la battaglia di Grunwald (1410), la quale determinò un lento declino dell'Ordine teutonico e il guadagno di una progressiva autonomia da parte dei cavalieri di Livonia. Le due fazioni che si contendevano il potere furono rappresentate nel XV secolo da quella della Renania e quella della Vestfalia. L'effetto della congiura di von Herse continua ad essere oggetto di studio da parte degli storici per via della sua dirompenza.
Nell'autunno del 1471, von Herse fu arrestato e trattenuto nel castello di Cēsis per l'intero anno successivo. L'ultima volta in cui viene citato accadde nell'estate 1473, stagione in cui quasi sicuramente fu assassinato.